# Heinrich Trettner
Heinrich »Heinz« Trettner, nemški vojaški pilot in general, * 19. september 1907, Minden, † 18. september 2006, Mönchengladbach-Rheydt.
Služil je v treh različnih oboroženih silah: Reichswehru, Wehrmachtu in Bundeswehru; v zadnji je dosegel najvišji vojaški položaj - generalni inšpektor Bundeswehra. Bil je zadnji živeči nemški general druge svetovne vojne.

## Življenjepis
Trettner je 1. aprila 1925 vstopil v Reichswehr; sprva je služil kot konjeniški častnik v 18. konjeniškem polku.
1. novembra 1926 je bil premeščen v Pehotno šolo Dresden, kjer je zaključil šolanje 31. julija 1927. 1. novembra istega leta je bil poslan še v Konjeniško šolo Hannover, kjer je prav tako uspešno zaključil šolanje 31. julija 1928. 31. oktobra 1932 je bil odpuščen iz kopenske vojske, saj je bil naslednji dan, 1. novembra 1932, sprejet v vojno letalstvo. 30. septembra 1933 je uspešno zaključil letalsko šolanje; sprva v Letalski šoli Braunschweig, nato v Zračno-radijski šoli Berlin, pri Lufhansi in pri Kraljevem italijanskem vojnem letalstvu.
Med 1. oktobrom 1933 in 31. julijem 1935 je bil dodeljen Šolskemu inšpektoratu pri Rajhovskem letalskem ministru; istočasno pa je bil med 1. majem 1934 in 31. julijem 1935 še adjutant poveljnika Letalske šole Kitzingen. 1. avgusta 1936 pa je postal adjutant poveljnika Letalske šole Magdeburg, 1. aprila 1936 pa adjutant in glavni personalni častnik (IIa) v štabu III. višjega zračnega poveljnika v Dresdnu.
5. oktobra 1936 je začel šolanje v okviru 3. tečaja v II. zračni vojni šoli v Berlinu; končal jo je 21. novembra istega leta. Že naslednji dan je postal adjutant, glavni personalni častnik in poveljnik štabne enote Legije Kondor. Med 15. septembrom 1937 in 13. januarjem 1938 pa je bil poveljnik eskadrilje v okviru Legije Kondor. 14. januarja 1938 je pričel novo šolanje, tokrat na Zračni vojni akademiji, ki jo je uspešno končal 30. junija 1938. 1. julija 1938 je postal operativni častnik (Ia) 7. letalske divizije; od 1. januarja 1939 pa do 14. decembra 1940 pa je hkrati opravljal še dolžnost svetovalca v Inšpektoratu padalskih sil Rajhovskega letalskega ministrstva.
Med 15. decembrom 1940 in 6. aprilom 1942 je bil operativni častnik XI. letalskega korpusa, nato pa je 7. aprila 1942 postal vršilec dolžnosti načelnika štaba XI. letalskega korpusa. Uradno je postal načelnik štaba šele 2. septembra 1943. 4. oktobra 1943 je dobil dolžnost, da formira 4. padalsko divizijo; 1. junija 1944 je postal poveljnik le-te divizije, kateri je poveljeval do 3. maja 1945. Tega dne je postal ameriški vojni ujetnik, pozneje je bil premeščen v britansko vojno ujetništvo, nekaj časa pa je preživel tudi kot nizozemski vojni ujetnik. 6. aprila 1948 je bil izpuščen iz ujetništva.
2. novembra 1956 je vstopil v Bundeswehr s činom generalmajorja. Do 14. septembra 1959 je bil vodja Logističnega oddelka SHAPE-a v Parizu, nato pa je bil do 28. februarja 1960 dodeljen Vodstvenemu štabu kopenske vojske Zveznega obrambnega ministrstva. 
Med 1. marcem 1960 in 30. septembrom 1963 je bil poveljnik I. korpusa. 1. oktobra 1963 je začel novo šolanje pri Vodstvenemu štabu kopenske vojske Zveznega obrambnega ministrstva. 
1. januarja 1964 je postal generalni inšpektor Bundeswehra; ta položaj je zasedal do 24. avgusta 1966. Upokojil se je 25. avgusta 1966.

## Napredovanja
- Fahnenjunker (Reichswehr): 1. april 1925
- Fahnenjunker-Unteroffizier (Reichswehr): 1. november 1926
- Fähnrich (Reichswehr): 1. avgust 1927
- Oberfähnrich (Reichswehr): 1. avgust]] 1928
- Leutnant (Reichswehr): 1. februar 1929
- Charakter als Oberleutnant (Reichswehr): 31. oktober 1932
- Oberleutnant (Reichswehr): 1. junij 1933
- Stotnik (Wehrmacht): 1. junij 1935
- Major (Wehrmacht): 1. avgust 1939 (z veljavnostjo 1. februar 1939)
- Podpokovnik (Wehrmacht): 1. oktober 1941
- Polkovnik (Wehrmacht): 1. marec 1943
- Generalmajor (Wehrmacht): 1. julij 1944
- Generalporočnik (Wehrmacht): 1. april 1945 (z veljavnostjo 30. januar 1945)
- Generalmajor) (Bundeswehr): 2. november 1956
- Generalporočnik (Bundeswehr): 14. oktober 1960
- General (Bundeswehr): 1. januar 1964

## Odlikovanja
- viteški križec II. razreda: 12. maj 1940
- viteški križec I. razreda: 12. maj 1940
- viteški križec železnega križca: 24. maj 1940
- viteški križec železnega križca s hrastovimi listi: 17. september 1944
- španski križec v zlatu: 6. junij 1939
- ranjenski znak v črnem: 3. marec 1944
- prsna zvezda vojnega križca (Španija): 30. september 1938
- kampanjska medalja (Španija): 1. december 1938
- veliki zaslužni križ z zvezdo in epoletno prepasico reda za zasluge Zvezne republike Nemčije: 18. januar 1967
- veliki častnik legije časti (Francija): 31. december 1969
- Kraljevi viktorijanski red (Združeno kraljestvo): 18. maj 1965
- Legija za zasluge (ZDA): 1. november 1964
- veliki častnik reda za zasluge (Italija): 8. avgust 1965
- veliki častnik reda Jurija I. (Grčija): 16. julij 1965